# Marjan Radeski
Marjan Radeski (makedonska: Марјан Радески), född 10 februari 1995, är en makedonsk fotbollsspelare som spelar för [[]]. Han representerar även Nordmakedoniens landslag.